# Cephaloleia triangularis
Cephaloleia triangularis is een keversoort uit de familie bladkevers (Chrysomelidae). De wetenschappelijke naam van de soort werd in 1996 gepubliceerd door Staines.